# Charles Bourgeois (architecte)
Pour les articles homonymes, voir Bourgeois et Charles Bourgeois.

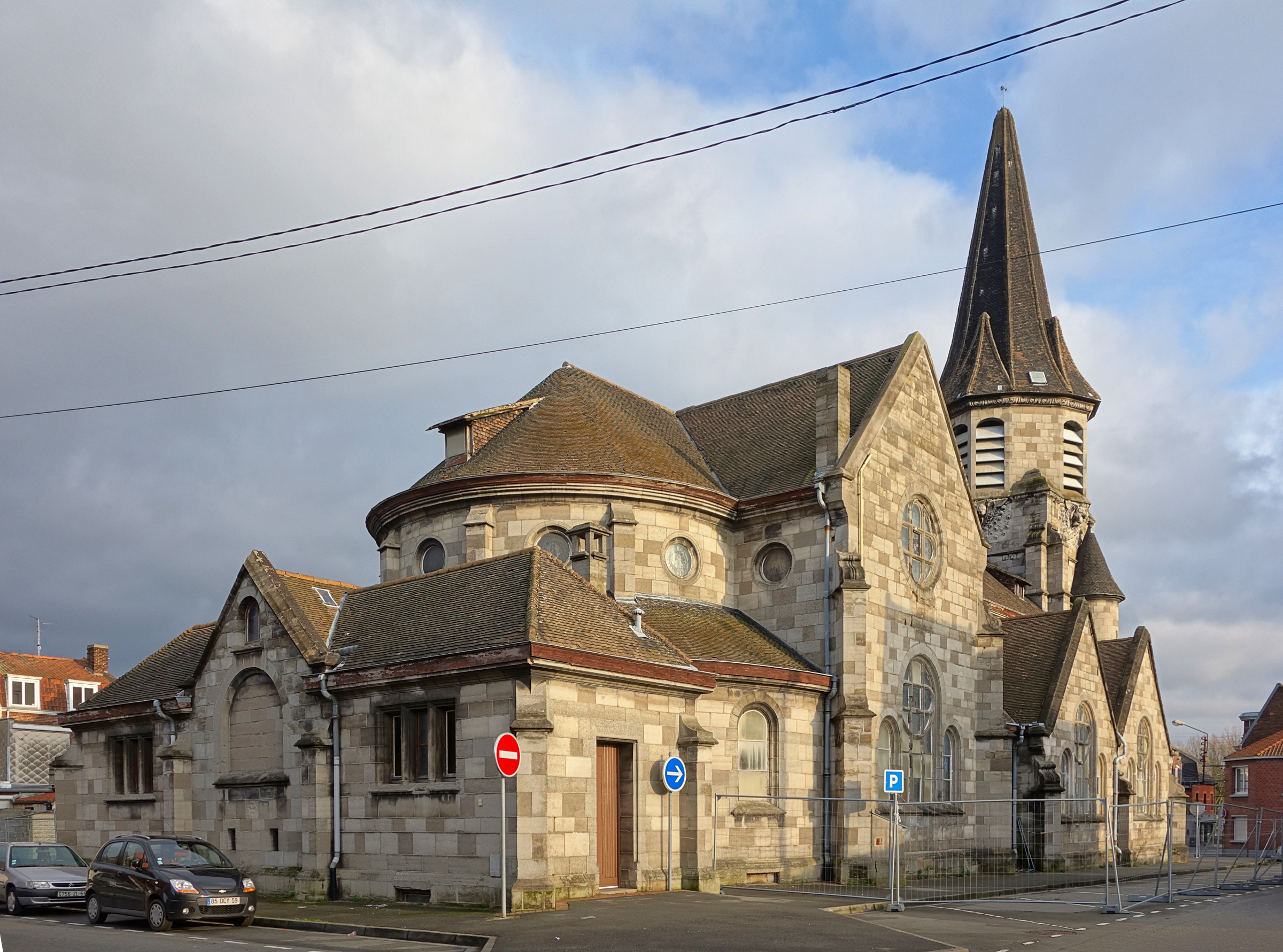
Église Sainte-Thérèse-de-l'Enfant-Jésus, Wattrelos.

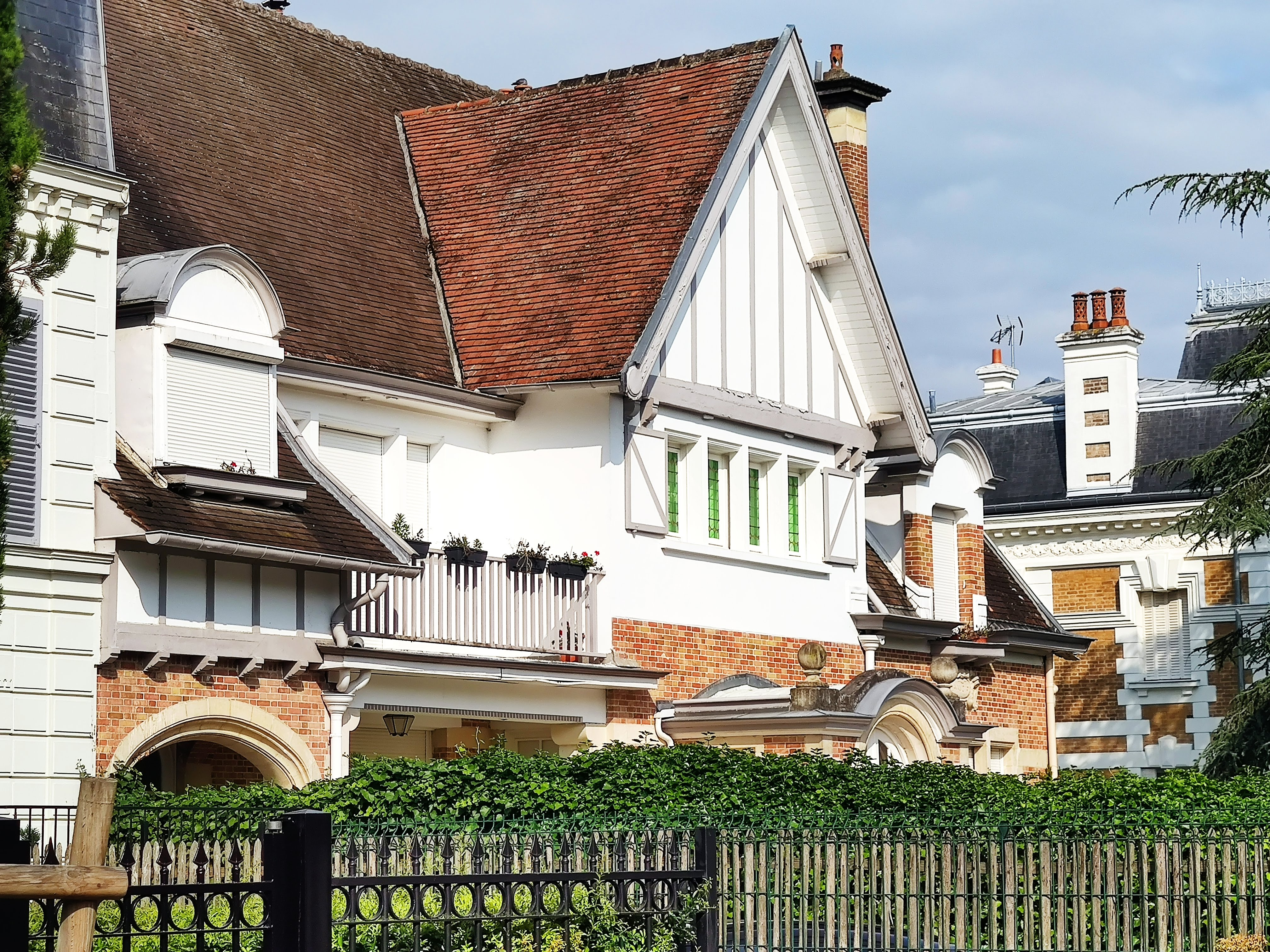
Maison, 36, boulevard Cotte, Enghien-les-Bains, Val-d'Oise.

Charles Bourgeois, né à Tourcoing le 13 janvier 1878, où il est mort le 6 septembre 1941, est un architecte français.

## Biographie
Charles Bourgeois suit d'abord les cours de son père architecte Jules Bourgeois. À partir de 1898, il part poursuivre ses études à Bruxelles, où il travaille notamment chez Paul Saintenoy. Il est alors particulièrement intéressé par les réalisations d'architectes comme Paul Hankar et Victor Horta. De retour à Tourcoing en 1905, il s'associe avec son père et devient l'un des principaux promoteurs de l'art nouveau dans la région. L'année suivante, il est nommé directeur des Beaux-Arts de Tourcoing, poste qu'il occupe jusqu'à sa mort en 1941.
Officier de l'Instruction publique, grand prix d'architecture à Bruxelles, 3e médaille d'encouragement au Salon des artistes français où il participe de 1904 à 1906, il prend part aussi au Salon triennal de Bruxelles et à l'Exposition universelle de 1900 à Paris.
Il a réalisé de nombreux édifices (églises, maisons bourgeoises, hôtels particuliers, magasins, immeubles de bureaux, maisons ouvrières, monuments funéraires...) art nouveau puis art déco, en particulier à Tourcoing et plus largement dans la région lilloise.

## Réalisations notables
- 1905 : Maison Le pain normal français, 59 boulevard Gambetta à Tourcoing  Inscrit MH[4]. Avec son père
- 1906 : Maison 102 avenue Gustave-Dron à Tourcoing
- 1909 : Maison Desurmont-Descamps, 1 rue Monthyon à Tourcoing  Inscrit MH[5]. Avec son père
- 1912 : Maison de villégiature, 36 boulevard Cotte,  Enghien-les-Bains  Inscrit MH[6]
- 1927 : Église Sainte-Thérèse de l'Enfant-Jésus Wattrelos  Inscrit MH[7]
- 1929 : Manoir du Bois-Tordu, 152 rue de Londres 59420 Mouvaux
- 1929 : Villa Paula, 44 rue Ma Campagne à Tourcoing
- Début XXe : Villa Le Clos Flamand, 17 quai Alfred-Giard à Wimereux  Inscrit MH[8].
- Avril 1931 : Maison Lefebvre 118 bis boulevard d'Armentières 59100 Roubaix
- 1937-1938 : Manoir au Mont d'Halluin pour madame Flipo[9]